# تبسارانيون
تَبَسارانيون أو الشعب التَبَساراني (باللغة التبسارانيّة: Табасаран، باللغة الروسيّة: Табасараны)، شعب يعيش في جمهوريّة الداغستان الروسيّة، بلغ تعداد التبسارانيّون في روسيا عام 2010 حوالي 150,000 تَبَساراني يتحدّثون اللغة التبسارانيّة ويدينون بالإسلام، من أشهر الشخصيّات التَبَسارانيّة لاعبة القوى الروسيّة يلينا ايزينبايفا.